# 1926 ve fotografii

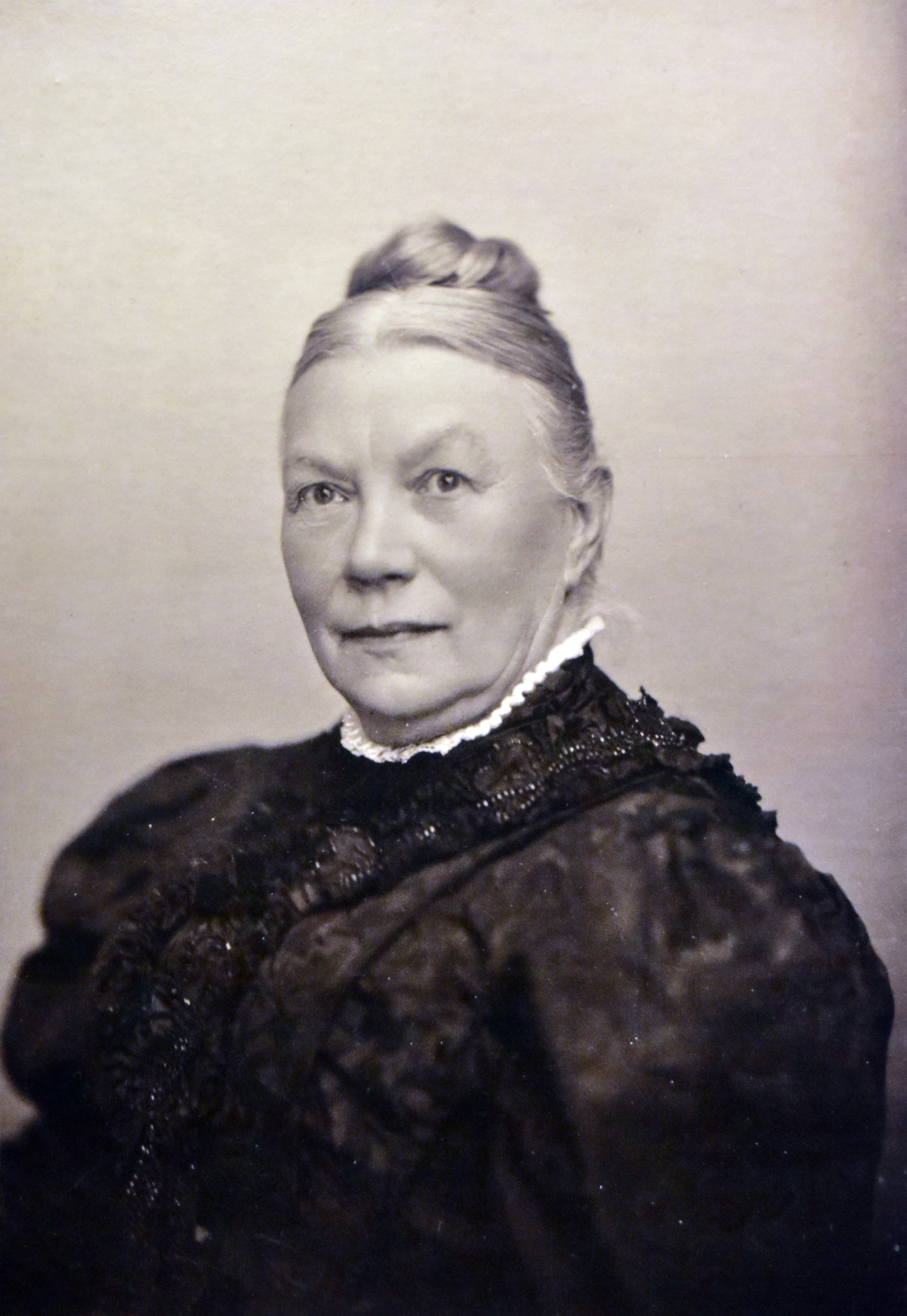
Dne 1. ledna zemřela švýcarská fotografka a podnikatelka Alwina Gossauerová, jedna z prvních profesionálních fotografek ve Švýcarsku

Tento článek obsahuje významné fotografické události v roce 1926.

## Události

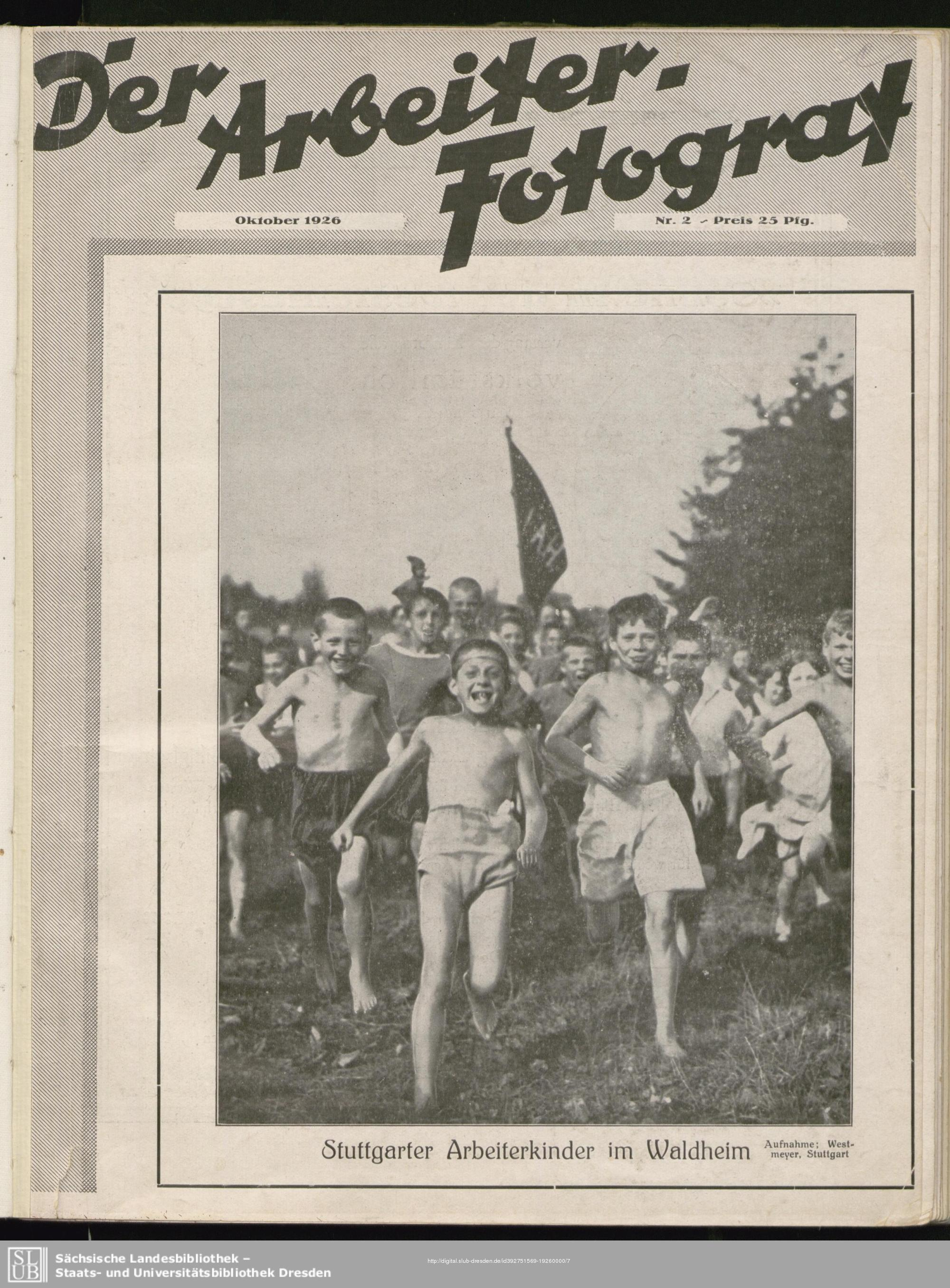
Der Arbeiter-Fotograf, č. 2, říjen 1926

- Vyšla kniha Memoirs of a Court Photographer (Paměti dvorního fotografa), autobiografie Richard N. Speaight, Hurst & Blackett
- V Japonsku začal vycházet fotografický časopis Asahi Camera vydávaný společností Asahi Shimbun-sha. První číslo vychází v dubnu 1926. Publikace byla přerušena během druhé světové války a obnovena v říjnu 1949. Časopis vycházel až do července 2020.
- V Moskvě založili novinář Michail Kolcov a fotograf Arkadij Šajchet časopis Sovětskoje foto (rusky: Советское фото), specializovaný měsíčník zaměřený na fotografii. Časopis vycházel od dubna 1926 do roku 1991 a stal se hlavní platformou pro sovětskou fotografii.
- V Československu vznikl ilustrovaný týdeník Pestrý týden, který publikoval fotoreportáže fotografů jako Karel Hájek, Václav Jírů a Ladislav Sitenský. Časopis vycházel od 2. listopadu 1926 do 28. dubna 1945 a stal se významným periodikem první a druhé Československé republiky.
- Anatol Josepho uvedl do provozu první fotomat na adrese 1659 Broadway Street na Manhattanu v New Yorku. Za  25 centů zařízení pořídilo osm fotografií vyvolaných během osmi minut. Fotomat se stal populárním a přitahoval tisíce zákazníků.
- Při kongresu Mezinárodní dělnické pomoci v Erfurtu došlo k založení Svazu dělnických fotografů (německy: Vereinigung der Arbeiterfotografen Deutschlands – VdAFD), jehož cílem bylo sjednotit místní fotografické kluby a vydávat vlastní bulletin s názvem Der Arbeiter-Fotograf[1]
- Berenice Abbottová otevřela fotografický ateliér v Paříži na adrese 44, Rue du Bac, s pomocí Peggy Guggenheim; fotografovala zde umělce, spisovatele a celebrity, včetně takových jako byli například: André Gide, Jean Cocteau, James Joyce, Marie Laurencin, Pierre de Massot, André Maurois, Djuna Barnes, princezny Murat, Sylvia Beach a Janet Flanner[2]
- Germaine Krull se usadila v Paříži a otevřela fotografický ateliér s módním fotografem Luigim Diazem; pracovali pro přední módní návrháře jako Paul Poiret a Lucien Lelong, stejně jako pro Sonia Delaunay[3].
- Německá společnost Carl Zeiss vytvořila v roce 1926 společnost Zeiss Ikon sloučením čtyř výrobců fotoaparátů: Contessa-Nettel (Stuttgart), Ernemann (Drážďany), Goerz (Berlín) a ICA (Internationale Camera Actiengesellschaft). Tato fúze byla podpořena kapitálem a komponenty od Carl Zeiss, včetně objektivů a závěrek dodávaných prostřednictvím jejích dceřiných společností, jako byla Deckel. Zeiss Ikon se stal jedním z největších světových výrobců fotografického vybavení až do 60. let 20. století.
- V Paříži byla založena École technique de photographie et de cinéma (ETPC) z iniciativy Louise Lumièra a Léona Gaumonta, s cílem

Vychovávat praktikanty s technickými a profesionálními znalostmi nezbytnými k výkonu různých profesí ve fotografii a kinematografii

Prvním ředitelem školy byl Paul Montel. Škola se později přejmenovala na École nationale supérieure Louis-Lumière.

## Významné fotografie

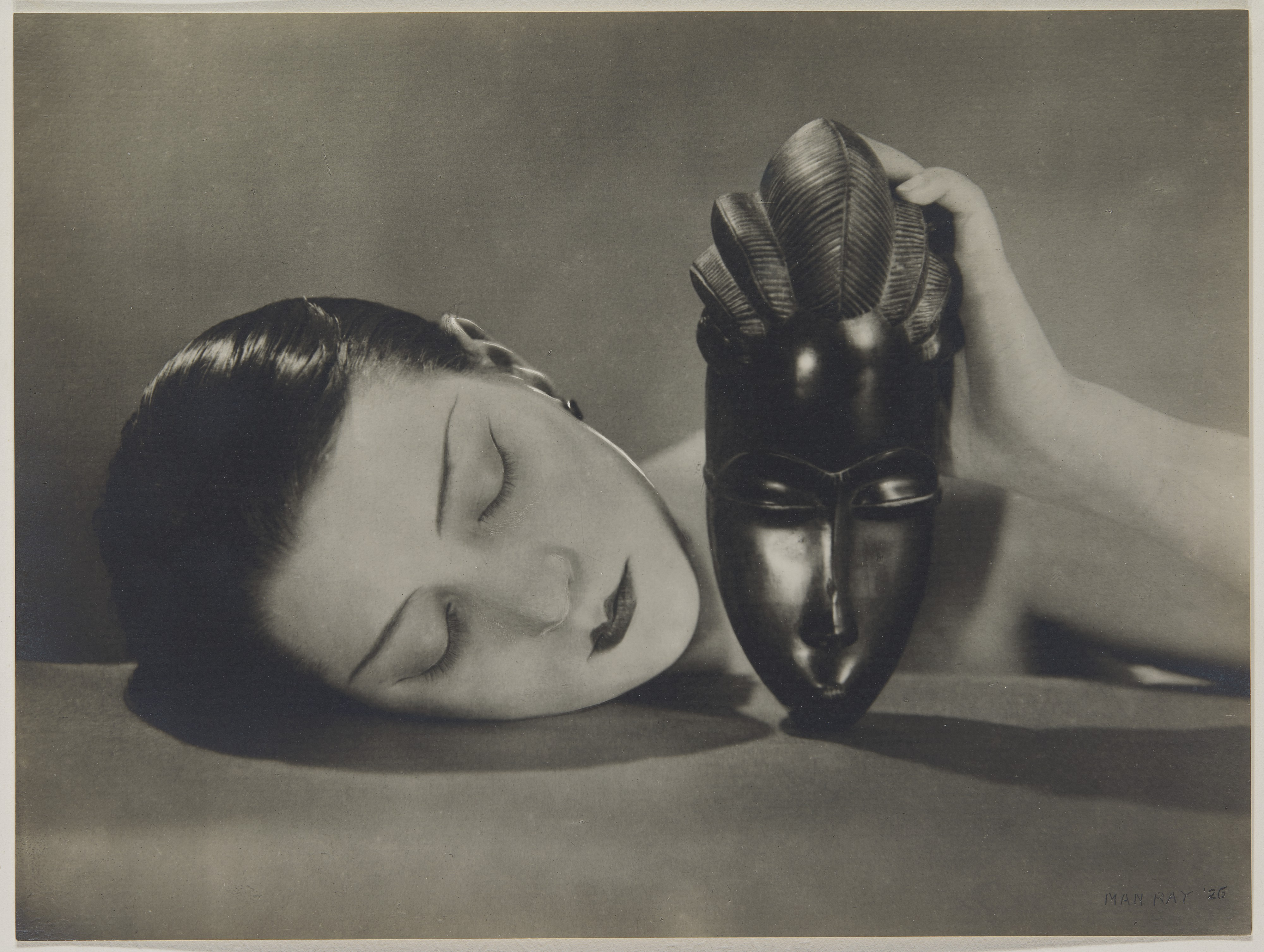
Man Ray: Noire et Blanche

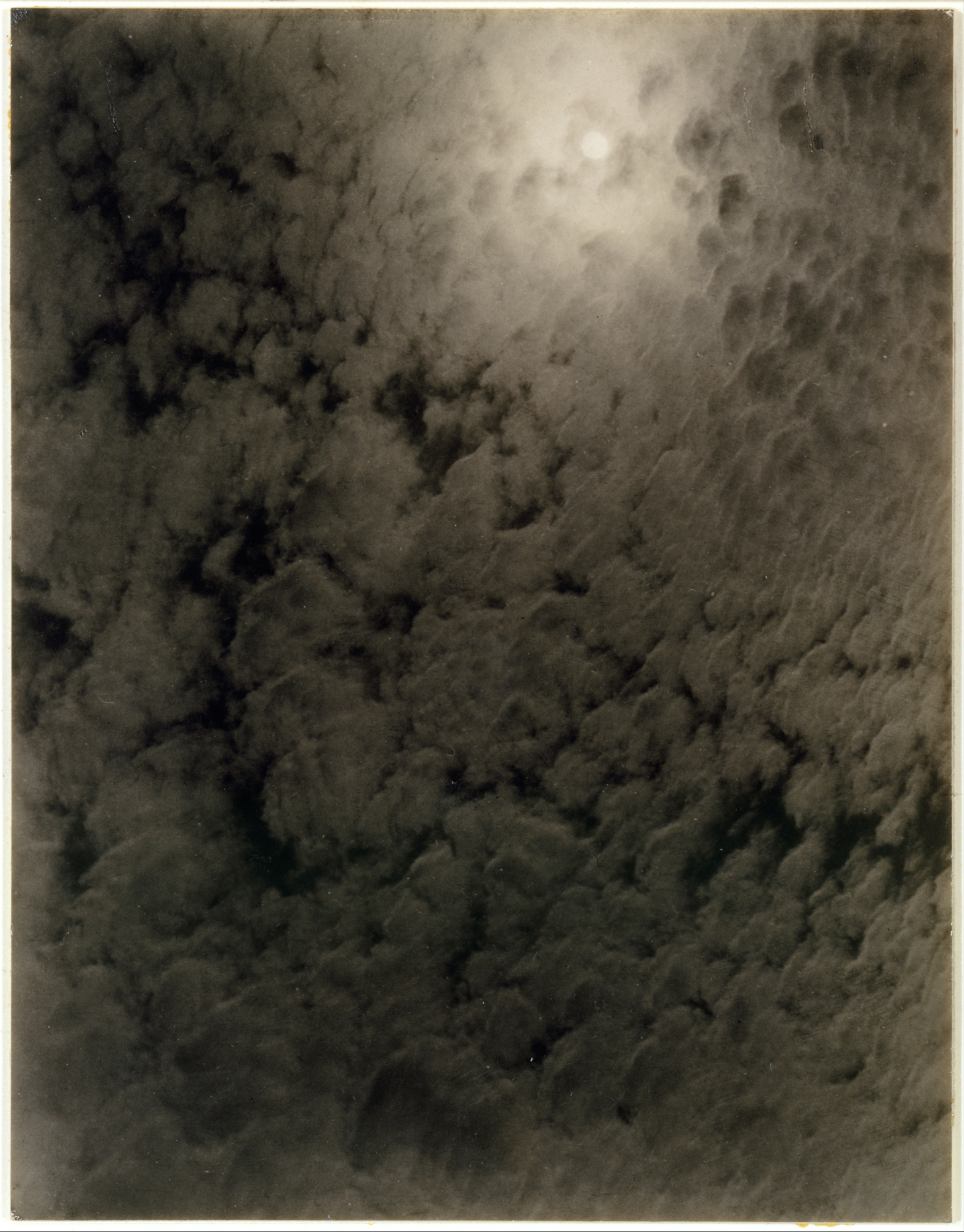
Alfred Stieglitz: jedna z fotografií mraků ze série Ekvivalenty, započaté v roce 1923, stříbrno-želatinová zvětšenina

- 1. května: Noire et Blanche, fotografie Mana Raye zachycující Kiki de Montparnasse s africkou maskou, byla poprvé publikována v pařížské edici časopisu Vogue pod názvem Visage de nacre et Masque d'ébène (Perleťová tvář a ebenová maska)[4].
- August Sander pořídil fotografii The Painter Anton Räderscheidt (Malíř Anton Räderscheidt), zachycující německého umělce Antona Räderscheidta, představitele hnutí Nová věcnost[5][6].
- Fotografie Eugèna Atgeta byly publikovány v sedmém čísle revue La Révolution surréaliste[7].

## Narození v roce 1926

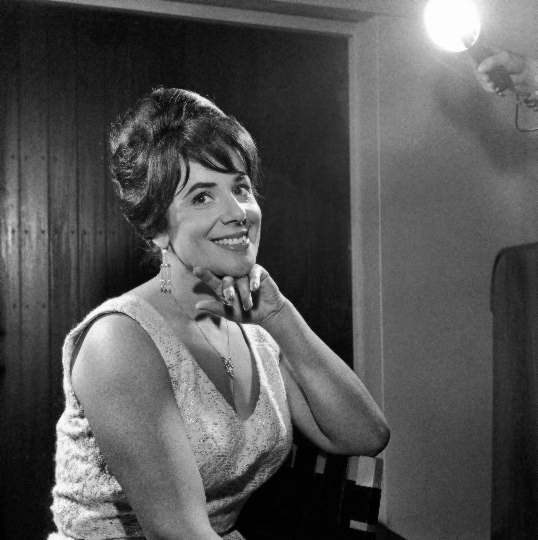
Finská fotografka Tabe Slioor se v tomto roce narodila

- 1. ledna – Robert Descharnes, francouzský fotograf († 15. února 2014)
- 1. ledna – Refik Veseli, albánský fotograf († 2000)
- 18. ledna – Roy Kiyooka, kanadský fotograf, umělec a básník († 1994)
- 24. ledna – Robert Delpire, vydavatel, majitel galerie, francouzský kurátor výstavy, specializace v oblasti fotografie († 26. září 2017)
- 27. ledna – Peter Jackson Britský spisovatel a fotograf († 8. prosince 2016)
- 28. ledna – Gaby (Joseph Gloria Gabriel Desmarais), quebecký fotograf († 21. května 1991)
- 1. února – Vivian Maierová, americká umělecká fotografka († 21. dubna 2009)
- 14. února – Moneta Sleet, americký fotožurnalista, který získal Pulitzerovu cenu († 30. září 1996)
- 28. února – Jean Marquis, francouzský fotograf († 2. září 2019)
- 2. března – Karel Neubert, český fotograf a grafik, jeho otec Karel Neubert byl spolumajitel smíchovských grafických uměleckých závodů Václav Neubert a synové († 28. února 2003)
- 10. března – Dagmar Hochová, česká fotografka († 16. dubna 2012)
- 29. března – Masaya Nakamura, japonský fotograf, známý svými výtvarnými fotografiemi aktu († 6. června 2001)
- 6. dubna – Oleksandr Tymofijovyč Bormotov, ukrajinský fotograf, fotokorespondent RATAU – TARS, člen Svazu novinářů Ukrajiny a SSSR († 1. ledna 2001)
- 26. dubna – Karol Kállay, slovenský umělecký fotograf († 4. srpna 2012)
- 26. dubna – Oldřich František Korte, český hudební skladatel, klavírista, publicista a fotograf († 10. září 2014)
- 5. května – Arnaud Maggs, kanadský fotograf († 17. listopadu 2012)
- 22. května – Jules Rouard, belgický voják a fotograf známý svými fotografiemi z Buchenwaldu († 28. prosince 2008)
- 29. května – Larry Burrows, anglický válečný fotograf, známý hlavně svými fotografiemi z vietnamské války († 10. února 1971)
- 10. června – Harry W. Crosby, americký historik a fotograf († 12. září 2024)
- 11. června – Frank Plicka, australský fotograf českého původu († 9. prosince 2010)
- 11. června – Hans G. Conrad, německý fotograf a designér († 26. prosince 2003)
- 16. července – F. C. Gundlach, německý fotograf, majitel galerie, sběratel a kurátor († 23. července 2021)
- 24. července – Frederick Eberstadt, americký módní fotograf a psychoterapeut, asistent Richarda Avedona († 29. července 2023)
- 26. července – Henry Calbabian, francouzský fotograf a novinář († 19. července 2011)
- 27. července – Simpson Kalisher, americký profesionální fotožurnalista a pouliční fotograf, známý projektem Railroad Men († 13. června 2023)
- 3. srpna – David Johnson, americký fotograf, zobrazoval společnost, městský život a jazz kulturu San Franciska 40. a 50. letech 20. století, postavy hnutí za občanská práva 60. let; první afroamerický student Ansela Adamse († 1. března 2024)
- 12. srpna – John Derek, herec, režisér a americký fotograf († 22. května 1998)
- 23. srpna – Jacques Vauclair, francouzský fotograf († 14. února 1999)
- 14. září – Vincenzo Agnetti, konceptuální umělec, fotograf, spisovatel a teoretik italského umění († 2. září 1981)
- 15. září – Jack de Nijs, nizozemský fotograf († 4. května 2000)
- 1. listopadu – Fulvio Roiter italský fotograf († 18. dubna 2016)
- 4. listopadu – Gérald Bloncourt, malíř, básník a haitský fotograf, žijící ve Francii († 29. října 2018)
- 9. listopadu – Raymond Hains, francouzský umělec a fotograf († 2005)
- 11. listopadu – Sam Haskins, jihoafrický fotograf († 26. listopadu 2009)
- 14. listopadu – Jaroslav Skála, český fotograf († 19. září 2010)
- 14. listopadu – Naděžda Bláhová, česká malířka, ilustrátorka, grafička a fotografka († 14. listopadu 2006)
- 18. listopadu – Jean-Louis Michel, francouzský fotograf († 6. září 2006)
- 20. listopadu – Miroslav Tichý, český fotograf a malíř († 12. dubna 2011)
- 21. listopadu – Tabe Slioor, finská fotografka († 25. dubna 2006)
- 28. prosince – Gökşin Sipahioğlu,  turecký válečný fotograf, reportér, zakladatel a ředitel tiskové agentury Sipa Press († 5. října 2011)
- 29. listopadu – Richard Bartholomew, myanmarsko-indický umělecký kritik, fotograf, malíř, básník a spisovatel († 11. ledna 1985)
- 19. prosince – Alberto Aguirre, kolumbijský novinář, spisovatel, fotograf a kritik († 3. září 2012)
- ? – Vicente Martín, španělský fotograf († 8. září 2016)
- ? – Svámí Sundaranand, indický jogín, fotograf, spisovatel a horolezec († 24. prosince 2020)

## Úmrtí v roce 1926
- 1. ledna – Alwina Gossauerová, švýcarská fotografka a podnikatelka, jedna z prvních profesionálních fotografek ve Švýcarsku[8] (* 1. ledna 1841)
- 1. ledna – Jean-Auguste Brutails, francouzský historik umění a fotograf (* 20. prosince 1859)
- 2. ledna – Henrietta Gilmour, skotská fotografka kanadského původu a sportovkyně (* 1852)
- 28. ledna – Abel Briquet, francouzský fotograf, působící v Mexiku (* 30. prosince 1833)
- 21. února – Thereza Dillwynová Llewelynová, velšská astronomka a průkopnice vědecké fotografie, její otec byl John Dillwyn Llewelyn (* 1834)
- 21. března – Ermanno Stradelli, italský cestovatel, geograf a fotograf (* 8. prosince 1852)
- 9. dubna – Rogier Verbeek, nizozemský geolog, přírodovědec a fotograf (* 7. dubna 1845)
- 15. dubna – Joaquim Morelló i Nart, španělský fotograf (* 26. září 1858)
- 1. května – Paul Sescau, francouzský fotograf, přítel Henriho de Toulouse-Lautreca (* 18. listopadu 1858)
- 21. května – Ludwig Grillich, rakouský fotograf (* 1855)
- 1. června – Lee Moorhouse, americký fotograf a indiánský agent, dokumentoval venkovský a indiánský život v Kolumbijské pánvi (* 28. února 1850)
- 16. srpna – Gustav Borgen, norský fotograf (* 10. června 1865)
- 16. listopadu – Karel Klíč, český malíř a fotograf, jeden z vynálezců heliogravury a průmyslové fotogrammetrie (* 30. května 1841)
- 18. listopadu – Carl Akeley, americký taxidermista, fotograf a vynálezce (* 19. května 1864)
- 4. prosince – Jean-Eugène Durand, francouzský fotograf, specializující se na snímky historických památek (* 11. června 1845)
- 25. prosince – Herman Deutmann, nizozemský dvorní fotograf (* 8. června 1870)
- 31. prosince – Baldomer Gili i Roig, španělský malíř, kreslíř a fotograf (* 19. října 1873)
- ? – Giuseppe Bertucci, italský vlastenec a fotograf (* 5. srpna 1844)
- ? – Victor-Édouard de Jongh, jeden ze tří členů švýcarské dílny De Jongh frères (* 1859)
- ? – Julius Aagaard, dánský heliograf a fotograf (* 26. dubna 1847 – 15. prosince 1926)

## Významná výročí

### Sté výročí narození
Narození v roce 1826
- 28. ledna – Samuel McLaughlin, kanadský fotograf, redaktor a státní úředník původem z Irska († 26. srpna 1914)
- 8. března – William Notman, kanadský fotograf († 25. listopadu 1891)
- 25. března – Wilhelmina Lagerholm, švédská malířka a jedna z prvních profesionálních fotografek († 19. června 1917)
- 25. března – Eusebio Juliá, španělský fotograf († 5. ledna 1895)
- 1. května – Auguste-Rosalie Bisson, francouzský fotograf († 22. dubna 1900)
- 6. srpna – Daniel Georg Nyblin, norský fotograf a herec († 2. září 1910)
- 17. září – Claus Peter Knudsen, norský fotograf († 2. dubna 1896)
- 19. září – William James Harding, novozélandský fotograf († 13. května 1899)
- 4. listopadu – Charles Hugo, francouzský novinář, fotograf, druhý syn francouzského romanopisce Victora Huga a jeho manželky Adèly Foucherové († 13. března 1871)
- 11. listopadu – Elise Arnbergová švédská fotografka a malířka, známá svými miniaturními obrazy s portréty, pracovala s akvarelem, kvašem a křídou († 6. září 1891)
- ? – Caroline Beckerová, první profesionální fotografka ve Finsku s ateliérem ve Vyborgu († 1881)
- ? – Louis Amédée Mante, francouzský fotograf a vynálezce, portréty a akty žen ve východním stylu († 1913)
- ? – John Robert Parsons, irský fotograf († 1909)